# 1943 (szám)
Az 1943 (római számmal: MCMXLIII) az 1942 és 1944 között található természetes szám.

## A matematikában
A tízes számrendszerbeli 1943-as a kettes számrendszerben 11110010111, a nyolcas számrendszerben 3627, a tizenhatos számrendszerben 797 alakban írható fel.
Az 1943 páratlan szám, összetett szám, félprím. Kanonikus alakja 291 · 671, normálalakban az 1,943 · 103 szorzattal írható fel. Négy osztója van a természetes számok halmazán, ezek növekvő sorrendben: 1, 29, 67 és 1943.
Az 1943 harminc szám valódiosztóösszeg-függvényeként áll elő, ezek közül a legkisebb is nagyobb 10 000-nél.